# Ventura Corporate Towers
Il Ventura Corporate Towers è un grattacielo di Rio de Janeiro in Brasile.

## Storia
I lavori di costruzione dell'edificio, progettato dagli studi di architettura Kohn Pedersen Fox e Aflalo & Gasperini Arquitetos, iniziarono nel 2006 e vennero completati nel 2010.

## Descrizione
L'edificio sorge nel quartiere Centro di Rio de Janeiro e presenta un'altezza di 151 metri per 34 piani. Il complesso si compone da due torri speculari tra loro unite. Le facciate rivolte verso nord e verso sud presentano forme che ricordano quelle di un prisma e un rivestimento vetrato a facciata continua, mentre le facciate rivolte verso est e verso ovest sono caratterizzate da finestre a nastro e sono rivestite con lastre di granito verde locale.